# Provenchères-sur-Fave
Provenchères-sur-Fave är en kommun i departementet Vosges i regionen Grand Est (tidigare regionen Lorraine) i nordöstra Frankrike. Kommunen ligger i kantonen Provenchères-sur-Fave som tillhör arrondissementet Saint-Dié-des-Vosges. År 2018 hade Provenchères-sur-Fave 841 invånare.

## Befolkningsutveckling
Antalet invånare i kommunen Provenchères-sur-Fave
| Referens: INSEE |